# Ghost of a Tale
『Ghost of a Tale』（ゴーストオブアテイル）は、SeithCGのコンピュータゲーム。

## 概要
ジャンルはアクションRPG。登場キャラクターがホモ・サピエンスとは異なる姿をしたキャラクターが中心の作品の一つ。動物だけが住む中世の世界を舞台にしている。

## ストーリー
吟遊詩人のネズミであるTiloが、囚われの身となった妻のMerraを見つけるために危険な冒険に身を投じる。

## 登場キャラクター
Tilo
本作の主人公でプレイヤーキャラクター。吟遊詩人のネズミで妻にMerraがいる。
Merra
Tiloの妻。囚われの身となる。